# Laurence Boccolini
Laurence Boccolini est une animatrice de radio et de télévision, scénariste et actrice française, née le 8 mai 1963 à Versailles. Elle anime principalement des jeux et des divertissements.
Elle a exercé sur TF1 de 2001 à 2020 et sur TMC de 2007 à 2014. Ayant officié sur France 2 de 1994 à 1995, elle fait son retour sur cette chaîne en 2020. À la radio, elle a notamment travaillé à Europe 1, France Inter et RTL.

## Biographie

### Jeunesse
À 17 ans, Laurence Boccolini est standardiste à RTL pour Max Meynier, puis assistante sur l'émission Les Grosses Têtes, chargée de trier les questions des auditeurs.

### Radio
En 1981, elle commence sa carrière comme animatrice à la radio la nuit sur Radio Télé Yvelines, puis rejoint RFM en 1982. Journaliste de rock, elle réalise des interviews pour différents programmes.
En 1987, elle rejoint Europe 1 où elle est tour à tour meneuse de jeux et animatrice (Lenoir, Les Inconnus de l’après-midi, La Vie en rock, le Top 50) durant la saison 1987-1988. En 1992, elle anime sur Fun Radio l'émission matinale de la station en lieu et place d'Arthur et Manu Levy.

### Télévision

#### Débuts
Dans les années 1990, Laurence Boccolini fait son entrée dans le paysage télévisuel. En 1994, elle rejoint Tina Kieffer dans l'émission Demain, il fera beau sur TF1, puis elle prend les rênes du jeu Pyramide sur France 2[réf. à confirmer] pendant trois mois.[Pas dans la source] En 1995, sur cette même chaîne, elle succède à Nagui comme animatrice du jeu Que le meilleur gagne.
À la radio, elle participe à l'émission Rien à cirer de Laurent Ruquier sur France Inter, avant de prendre les rênes de sa propre émission, Rien à voir en 1999 et 2000,.

#### Années 2000
En 2001, TF1 lui confie la présentation du jeu télévisé Le Maillon faible qu'elle présentera jusqu'en 2007.
Bien que le jeu soit souvent décrié, il lui apporte une grande notoriété et elle devient l'une des animatrices phares de la chaîne avec notamment la présentation des première partie de soirée de l'émission de téléréalité Première compagnie en février-mars 2005.
En 2003, elle obtient un petit rôle dans le film Ripoux 3 dans lequel elle donne la réplique à Philippe Noiret. Entre 2005 et 2012, elle est l'héroïne d'une série diffusée sur TF1 intitulée Mademoiselle Joubert, elle est également la scénariste et chante le générique de la série.
En 2007, Laurence reçoit du réalisateur Alexandre Arcady un rôle dans son film Tu peux garder un secret ? avec Pierre Arditi.
Elle est également ponctuellement sociétaire des Grosses Têtes sur RTL entre 2000 et 2008, puis rejoint l'équipe d'On va s'gêner en 2009.
À la suite de l'arrêt du Maillon faible en mai 2007, elle quitte TF1 au mois de juillet pour aller sur TMC où elle anime des émissions dans divers domaines (jeu, humour, téléréalité, magazine, paranormal). Tout en restant sur cette chaîne (jusqu'en 2012), elle revient sur TF1 en 2008 pour animer à partir du 8 septembre Dance Floor : Qui sera le plus fort ?, un concours de danse de candidats anonymes diffusé en avant-soirée. L'émission s'arrête au bout de deux semaines en raison d'audiences insatisfaisantes.

#### Années 2010
Entre 2011 et 2017, elle anime en avant-soirée sur TF1 le jeu Money Drop. Elle anime aussi ponctuellement le jeu musical Le Grand Blind Test de 2015 à 2018 en première ou deuxième parties de soirée et, enfin, de manière événementielle, le concours Les Cerveaux en première partie de soirée en 2017.
En 2015, lors d'une soirée spéciale pour célébrer les quinze ans du jeu Qui veut gagner des millions ?, elle remplace Jean-Pierre Foucault à la présentation lorsque celui-ci participe en tant que candidat pour une association lors de cet anniversaire.
À partir de la rentrée 2018, elle présente Le Grand Concours des animateurs sur TF1, en remplacement de Carole Rousseau partie sur C8. Elle anime, également sur la même chaîne en duo avec Christophe Beaugrand, le jeu Big Bounce, la course de trampoline diffusée en première partie de soirée.
À la rentrée 2018, elle arrive sur Europe 1 pour animer Plan B, mais, une semaine après, Laurent Guimier et Laurence Boccolini se mettent d'accord pour réduire l'émission d'une heure et changer de formule. À compter du 3 septembre 2018, elle anime Êtes-vous prêts à jouer le jeu ? en quotidienne sur Europe 1, de 16 heures à 17 heures. Le 7 décembre 2018, elle annonce son départ d'Europe 1 à partir du 21 décembre 2018, seulement quatre mois après son retour. Elle sera remplacée par Karl Zéro avec ses Tontons flingueurs.
Entre début juillet et fin août 2019, elle présente la téléréalité Je suis une célébrité, sortez-moi de là !, avec Christophe Dechavanne, sur TF1. La même année, elle tourne pour TF1 dans la série Joséphine, ange gardien auprès de Mimie Mathy et incarne une commandante des opérations de secours dans un centre de secours dans un épisode de Mongeville sur France 3 avec Francis Perrin et Gaëlle Bona.
En décembre 2019, elle remporte la première saison de Mask Singer sur TF1, déguisée en licorne.

#### Années 2020
À l'été 2020, elle quitte TF1 pour rejoindre France 2 où elle anime, en alternance, les jeux Mot de passe et Un mot peut en cacher un autre du lundi au vendredi à 10 h 35, ainsi que des émissions de divertissement en première partie de soirée, à l'image des Comiques préférés des Français. En janvier 2021, elle anime avec Stéphane Bern Eurovision, c'est vous qui décidez !, l'émission de la sélection française pour l'Eurovision 2021. En mai, après avoir commenté seule les deux demi-finales sur Culturebox, elle retrouve Stéphane Bern lors de la finale du concours. Le 19 décembre de la meme année, elle commente également avec ce dernier, le Concours Eurovision junior se déroulant à Paris, présenté par Olivier Minne, Élodie Gossuin et Carla et retransmis également sur France 2.
À partir du 9 août 2021, elle présente sur France 2 le jeu Tout le monde veut prendre sa place, en remplacement de Nagui. Le 25 juin 2023, elle annonce qu'elle quitte la présentation de l’émission à compter de la rentrée 2023. Le 22 octobre 2023, elle reprend la présentation des Enfants de la télé, après le départ de Laurent Ruquier sur BFMTV. Elle anime l'émission jusqu'en juin 2025.
En février 2024, elle est invitée, avec Carole Rousseau, à arbitrer l'édition spéciale pour les vingt ans de l'émission Le Grand Concours, animée par Arthur et diffusée sur TF1.
Elle participe à l'émission spéciale Noël de Mask Singer le 20 décembre 2024 sur TF1, en tant que candidate sous le costume de la mariée.
À compter du 20 janvier 2025, Laurence Boccolini anime une nouvelle formule du jeu Mot de passe intitulée Mot de passe : Le duel et diffusée juste avant la première partie de soirée de France 2,.

## Vie privée
Laurence Boccolini est la fille de Dante Alfredo Boccolini, né en 1924 et mort en 2000, et de Maria-José Grassi, née en 1930 et morte en 2003, tous deux d'origine italienne. Elle explique dans une interview que son père a été prisonnier à Dachau.[réf. à confirmer]
Laurence Boccolini se marie le 31 juillet 2004 à Presles-en-Brie (Seine-et-Marne) avec Mickaël Fakaïlo, Mister Tahiti, qu'elle rencontre lors de la présentation de l'élection de Mister France 2003, au cours de laquelle il est élu deuxième dauphin de Mister France.[réf. nécessaire]
Elle essaie en vain d'avoir un enfant, une expérience qu'elle raconte dans son livre Puisque les cigognes ont perdu mon adresse…, paru en 2008. Elle devient finalement mère d'une petite fille nommée Willow, née le 25 novembre 2013,.
Lors d'une interview à un magazine féminin fin 2021, elle annonce être divorcée de Mickaël Fakaïlo « depuis de nombreuses années ».
Le 28 mars 2025, elle révèle, dans un entretien à Télé 7 jours concernant son autobiographie Showtime, souvenirs du chaos parue le 2 avril 2025, qu’elle souffre d’une tumeur à l’oreille inopérable, un paragangliome intra-tympanique,.

## Synthèse de ses activités audiovisuelles

### Radio
- 1980 : Standardiste à RTL puis assistante sur l'émission Les Grosses Têtes
- 1981 : Début de carrière la nuit sur RTY - Radio Télé Yvelines
- 1982 : Début sur RFM
- 1987-1988 : Animatrice du Top 50 sur Europe 1
- 1987-1988 : Animatrice de l'émission Les Inconnus de l’après-midi sur Europe 1
- 1988-1989 : Animatrice de On the rock sur Europe 1
- 1989-1990 : Animatrice de Les Inrockuptibles sur Europe 1
- 1990-1991 : Animatrice de La Vie en rock sur Europe 1
- 1991-1992 : Animatrice de Les Petits matins d'Europe 1 le week-end sur Europe 1
- 1992 : Animatrice de la matinale Lolo Show sur Fun Radio[28]
- 1993-1999 : Chroniqueuse dans Rien à cirer, sur France Inter[29]
- 1999-2000 : Animatrice de Rien à voir, sur France Inter
- 2000-2008 : Sociétaire des Grosses Têtes, sur RTL
- 2009 : Collaboratrice de On va s'gêner, sur Europe 1
- 2010-2011 : Chroniqueuse dans Le Carré magique sur Europe 1
- 2018 : Animatrice de Plan B et Êtes-vous prêts à jouer le jeu ? sur Europe 1

### Télévision

#### Animatrice et chroniqueuse
- 1991 : Public, présenté par Françoise Gaujour et Bernard Mabille (La Cinq) : chroniqueuse
- 1991-1992 : Les mariés de l'A2, présenté par Georges Beller (Antenne 2) : voix off
- 1993-1994 : Demain il fera beau, présenté par Tina Kieffer (TF1) : chroniqueuse
- 1994 : Rien à cirer, présenté par Laurent Ruquier (France 2) : chroniqueuse
- 1995 : 95 C et alors... présenté par Régine (TF1) : chroniqueuse et rédactrice en chef
- 1995 : Que le meilleur gagne ! (France 2) : animatrice
- 1996 : Premiers rires (Paris Première)
- 2001-2007 : Le Maillon faible (TF1)
- 2002 : Salut la France (TF1) : coprésentation avec Jean-Pierre Pernaut (TF1)
- 2002 : Le Grand Test (TF1), avec Jean-Pierre Foucault
- 2003 : Mister France 2003 (TF1)
- 2004 : Chantons ensemble contre le SIDA, avec d'autres animateurs de TF1
- 2004-2005 : La Plus belle femme du monde / Le Plus bel homme du monde (TF1) : coprésentation avec Christophe Dechavanne
- 2005 : Première compagnie (TF1) : coprésentation avec Bruno Roblès
- 2007 : Paris Croisière (Paris Première)
- 2007 : Qui veut devenir un super héros ? (Syfy)
- 2007-2008 : Le Mur infernal (TMC)
- 2008 : Dance Floor : Qui sera le plus fort ? (TF1)
- 2008 : Français : la grande interro (TF1) : coprésentation avec Jean-Pierre Foucault (TF1)
- 2009-2014 : Fan des années (TMC)
- 2010 : Moundir, l'aventurier de l'amour (TMC)
- 2010 : Kings of Comédie ! (Comédie !)
- 2010-2011 : Le Meilleur de l'humour (TMC)
- 2011 : Les Inconnus de A à Z (TMC) : coanimation avec Jean-Michel Zecca et Denis Maréchal
- 2011-2017 : Money Drop (TF1)
- 2011-2013 : Zone paranormale (TMC)
- 2012 : Éternel Coluche (TMC)
- 2012 : Coucou, c'est nous : les moments cultes (TF1) : coanimation avec Christophe Dechavanne et Patrice Carmouze
- 2015-2018 : Le Grand Blind Test (TF1)
- 2015 : Qui veut gagner des millions ? lorsque Jean-Pierre Foucault était candidat (TF1)
- 2017 : Les Cerveaux (TF1)
- 2017 : Danse avec les stars - saison 8 (TF1) : coanimation d'un numéro avec Sandrine Quétier
- 2018-2020 : Le Grand Concours des animateurs (TF1)
- 2019 : Big Bounce Battle (TF1), avec Christophe Beaugrand
- 2019 : Je suis une célébrité, sortez-moi de là ! (TF1) : coprésentation avec Christophe Dechavanne
- 2020-2021 : Mot de passe (France 2)
- 2020-2021 : Un mot peut en cacher un autre (France 2)
- 2020-2022 : Les comiques préférés des Français (France 2)
- 2021 et 2022 : Eurovision France, c'est vous qui décidez (France 2)[30] : coanimation avec Stéphane Bern
- 2021 et 2022 : Demi-finales du Concours Eurovision de la chanson (Culturebox) : commentaires
- Depuis 2021 : Concours Eurovision de la chanson (France 2) : commentaires de la finale avec Stéphane Bern
- 2021-2023 : Tout le monde veut prendre sa place (France 2)
- 2021 : Concours Eurovision de la chanson junior 2021 (France 2) : commentaires avec Stéphane Bern
- 2021 : La Grande Soirée de Noël (France 2)
- 2022 : Sketch Story (France 2)
- 2023-2025 : Les Enfants de la télé (France 2)
- 2024 : Le Grand Concours spécial 20 ans (TF1) : coprésentation avec Arthur et Carole Rousseau
- 2025 : Mot de passe : le duel (France 2)[31]

#### Participante / candidate
- 1998 : Bienvenue au Lavomatic présenté par Virginie Lemoine sur Comédie !
- 2003 : Le Grand Concours des animateurs sur TF1 : candidate gagnante
- 2019 : Mask Singer (saison 1) sur TF1 : gagnante
- 2024 : Mask Singer spéciale Noël sur TF1 : candidate

## Filmographie

### Actrice

#### Films
- 2003 : Ripoux 3 de Claude Zidi : Madame Maud
- 2007 : Tu peux garder un secret ? d'Alexandre Arcady : Nicole

#### Séries télévisées
- 2005-2012 : Mademoiselle Joubert (Saisons 1, 2 et 3) : Nathalie Joubert (rôle) + interprétation de la chanson du générique
- 2012 : Drôle de poker (saison 1)
- 2020 : Joséphine, ange gardien, épisode Trois anges valent mieux qu'un ! : Charlotte
- 2020 : Mongeville, épisode Écran de fumée : Commandante Ingrid Mercourt
- 2020 : Fais pas ci, fais pas ça, épisode spécial Y aura-t-il Noël à Noël ? : elle-même

#### Clips vidéos
- 2020 : Malaisant de Sophie Tapie

### Scénariste
- Mademoiselle Joubert (saison 2) : épisodes 1 et 2
- Mademoiselle Joubert (saison 3) : épisode 2

## Publications
- Je n'ai rien contre vous personnellement, Albin Michel, 1995  (ISBN 2226077405)
- Je n'ai rien contre vous personnellement... , et puis on ne peut pas plaire à tout le monde, 1999
- Méchante, Le Cherche midi, coll. « Le Sens de humour », 2002  (ISBN 2749100461)
- Méchante no 2, Le Cherche midi, coll. « Le Sens de humour », 2005  (ISBN 2749104629)
- Puisque les cigognes ont perdu mon adresse, Plon, mars 2008  (ISBN 2259207782)
- Showtime, souvenirs du chaos, Calmann-Lévy, 2 avril 2025  (ISBN 9782702186640)